# Сьвентославиці
Сьвентославиці (пол. Świętosławice) — село в Польщі, у гміні Ізбиця-Куявська Влоцлавського повіту Куявсько-Поморського воєводства.
Населення — 224 особи (2011).
У 1975-1998 роках село належало до Влоцлавського воєводства.

## Демографія
Демографічна структура станом на 31 березня 2011 року:
|          | Загалом | Допрацездатний вік | Працездатний вік | Постпрацездатний вік |
| -------- | ------- | ------------------ | ---------------- | -------------------- |
| Чоловіки | 101     | 21                 | 71               | 9                    |
| Жінки    | 123     | 15                 | 76               | 32                   |
| Разом    | 224     | 36                 | 147              | 41                   |